# Deschampsia antarctica
Deschampsia antarctica este o specie de plantă cu flori ce trăiește în Antarctida. Aceasta și specia Colobanthus quitensis sunt singurele plante cu flori native ce trăiesc pe continentul antarctic.
Deschampsia antarctica este listată de către Guinness Book of World Records ca fiind specia de magnoliofită cea mai sudică; în anul 1981, un exemplar a fost găsit în Insulele Refuge la o latitudine de 68°21′S.